# Lisisc de Siracusa
Lisisc (en llatí Lyciscus, en grec antic  Λυκίσκος) fou un oficial d'Agàtocles de Siracusa, que el va tenir en alta consideració pels seus talents militars.
Durant l'expedició d'Agàtocles a Àfrica l'any 309 aC, en un banquet es va emborratxar i va tenir una actuació impròpia amb el seu cap, però Agàtocles s'ho va prendre amb bon humor i no el va castigar. En canvi el fill d'Agàtocles, Arcàgat, després del banquet li va posar en boca una suposada intriga amb la seva madrastra Àlcia, i va agafar una llança i el va matar. Això va provocar un formidable motí de l'exèrcit que Agàtocles va poder apaivagar amb molta dificultat, segons explica Diodor de Sicília.